# Paul Kohl (Schriftsteller)
Paul Kohl (* 1937 in Köln) ist ein deutscher Schriftsteller und Autor von Hörspielen und Radio-Features.

## Leben
Der Autor Paul Kohl wurde 1937 in Köln geboren und machte nach dem Schulabschluss zunächst eine Buchhändlerlehre. Anschließend studierte er von 1961 bis 1965 Theaterwissenschaft und Germanistik in Köln und Wien und war Dramaturg und Regisseur an verschiedenen Theatern.
Seit 1965 hat er zahlreiche Arbeiten produziert, diese waren meist für den Hörfunk. So schrieb er Hörspiele, Features und Kinderstücke und machte auch zahlreiche Übersetzungen.
Seit vielen Jahren interessiert er sich für die Zeit des Nationalsozialismus und die Kriegsverbrechen der Wehrmacht und der Schutzstaffel in der Sowjetunion während des Zweiten Weltkriegs. 1985 begab er sich selbst auf die Reise in die Sowjetunion und recherchierte mit Hilfe Überlebender die Fakten für sein Sachbuch Der Krieg der deutschen Wehrmacht und der Polizei 1941–1944. Da er Schwierigkeiten hatte, einen Verlag zu finden, erschien es erst zehn Jahre nach der Reise.
Im Jahr 2001 erschien sein erster Roman Schöne Grüße aus Minsk, für den er seit 1985 umfassend recherchiert hat.
Als Übersetzer und Autor war Paul von 1965 bis 1970 in Brüssel tätig und lebt seit 1970 in Berlin.

## Werke

### Buchveröffentlichungen
- Steh auf, es ist Krieg: der deutsche Überfall auf die Sowjetunion. ein Film nach dem Buch Ich wundere mich, dass ich noch lebe. Manuskript zur 6-teiligen Fernsehreihe des Südwestfunks von Hartmut Kaminski. TR-Verlags-Union, München 1991.
- Der Krieg der deutschen Wehrmacht und der Polizei 1941–1944: Sowjetische Überlebende berichten. Mit einem Essay von Wolfram Wette. Fischer-TB-Verlag, Frankfurt am Main 1995, ISBN 3-596-12306-2.
- Schöne Grüße aus Minsk. Roman. Droemer Knaur, München 2001, ISBN 3-426-19560-7.
- Das Vernichtungslager Trostenez: Augenzeugenberichte und Dokumente. Internationales Bildungs- u. Begegnungswerk, Dortmund 2003, ISBN 978-3-935950-07-7.
- Nacht über Köln. Köln Krimi Classic. Emons Verlag, Köln 2011, ISBN 978-3-89705-832-3.
- Nazigold. Kriminalroman. Emons Verlag, Köln 2012, ISBN 978-3-95451-033-7.
- mit Nadia Boegli: 111 Orte in Berlin auf den Spuren der Nazi-Zeit. Emons Verlag, Köln 2014, ISBN 978-3-95451-220-1.
- mit Nadia Boegli: 111 Places in Berlin on the Trails of the Nazis. Emons Verlag, Köln 2014, ISBN 978-3-95451-323-9.
- Goethes Leichen. Kriminalroman. Emons Verlag, Köln 2015, ISBN 978-3-95451-716-9.
- Hitlers Prophet. Kriminalroman. Emons Verlag, Köln 2017, ISBN 978-3-7408-0189-2.
- Der Jude, der Nazi und seine Mörderin. historischer Roman. Emons Verlag, Köln 2018, ISBN 978-3-7408-0307-0.

### Hörfunkarbeiten
- Der Golem Hörspiel nach Gustav Meyrink, WDR 1964, Regie: Raoul Wolfgang Schnell
- Die Verabredung. Hörspiel, Regie: Raoul Wolfgang Schnell, WDR 1966
- Die Höllischen und ihre Jobs – Alles über Teufel. Feature, RIAS 1976.
- …und dann hab ich mich ans Steuer gesetzt und bin losgefahren. Originaltonhörspiel (zusammen mit Ute Flach), Regie: Heiner Schmidt, HR 1980
- Räuber mit Gewerbeschein - von Gay's "Beggar's Opera" zu Bertolt Brechts "Dreigroschenoper" , Feature, RIAS Berlin 1981.
- Also am liebsten hätte ich mich auf die Straße gesetzt und angefangen zu heulen. Originalton-Hörspiel, Regie: Paul Kohl, HR 1983.
- Fulda-Gap oder The first battle of the next war. Originalton-Hörspiel, Regie: Paul Kohl, HR 1983.
- Jörg Ratgeb. Hörspiel, Regie: Ferdinand Ludwig, HR/NDR 1986.
- Steh auf, es ist Krieg – Vom Überfall auf die Sowjetunion – Dokumente und Augenzeugenberichte. Feature, Regie: Wolfgang Bauernfeind, SFB/DLF/NDR/RB/SWF 1986
- Das Depot. Feature, Regie: Ferdinand Ludwig, HR/SWF/WDR 1988.
- Das Fett meines Vaters. Hörspiel, Regie: Peter Groeger, Funkhaus Berlin/RB 1991
- Der Dienst. Hörspiel, Regie: Stefanie Hoster, SR 1991.
- Jägerschnitzel. Kriminalhörspiel, Regie: Joachim Staritz, HR 1992
- Grimmige Märchen. Feature, SFB/DS-Kultur 1992.
- Die Kelle in der Hand - Das Lot im Kopf, Zwei Maurer bauen wieder auf, Feature, Regie: Sabine Ranzinger, MDR 1992.
- Freie Fahrt – Autoraser in Ostdeutschland. Feature, Regie: Gerda Zschiedrich, DS-Kultur 1993.
- Zyklon B - ein Produkt aus Dessau, Feature, Regie: Wolfgang Rindfleisch, MDR 1993
- In memoriam: Stauffenberg - Karriere eines Militaristen, Feature, NDR 1994.
- Kreisbereisung - Reinhard Höppner im Porträt, Feature, MDR 1997.
- "Wir wissen definitiv, wer die Täter waren" - Das Herrhausen-Attentat - Rekonstruktion einer Spurenverwischung Feature, Regie: Axel Scheibchen, DLF/SR/WDR/SFB 1997.[3]
- Meisterschaft in Kurventechnik - Wie der Milliardenkredit an die DDR vergeben wurde, Feature, Regie: Rainer Schwarz, MDR 1998
- Der Fall Herbert Häber - Vom Politbüro in die Psychiatrie, Feature, Regie: Holger Jackisch, MDR/DLF 1999
- Der Ofenbauer für die Endlösung - Die Firma Topf & Söhne, Erfurt, Feature, Regie: Axel Scheibchen, DLF/MDR 2001
- Ground Zero, Feature, Regie: Wolfgang Bauernfeind, SFB-ORB 2002[4]
- Verwirren, täuschen, vertuschen - Der Skandal der Bankgesellschaft Berlin, Feature, Regie: Wolfgang Bauernfeind, RBB 2003
- Operationsgebiet BRD - Westdeutsche Stasimitarbeiter im Auftrag der DDR, Feature, Regie: Sabine Ranzinger, MDR 2004.
- Manfred von Ardenne - Karriere eines Wissenschaftlers, Feature, Regie: Nikolai von Koslowski, MDR 2007
- Wenn Kinder gehn und eine Welt erlischt... - Die Deportation Kölner Kinder nach Minsk, Feature, DLF 2007.
- Ermittlungen eingestellt - Das Schweigen der Elfriede R. Feature, Regie: Sabine Ranzinger, MDR 2010.

## Preis
- 2014: Axel-Eggebrecht-Preis für sein Lebenswerk als Autor von Hörfunkdokumentationen